# Vlado Ondrej
Vlado  Ondrej, eigentlich Vladimir Ondrej, (* 1962 in Bardejov, Tschechoslowakei) ist ein in Deutschland wirkender slowakischer bildender Künstler.

## Leben
Vlado Ondrej studierte von 1982 bis 1988 Malerei und Grafik an der damaligen Hochschule für industrielle Formgestaltung Halle, Burg Giebichenstein und erwarb dort sein Diplom. Anschließend war er Meisterschüler bei Professor Bernhard Heisig an der Hochschule für Grafik und Buchkunst Leipzig.
Seit 1991 ist Vlado Ondrej freischaffender Künstler (Zeichnung, Malerei, Grafik) in Leipzig. Seit 1994 hat er sein Atelier auf dem Gelände der Leipziger Baumwollspinnerei, wo er 2009 mit seiner Frau das Atelier für Radierung gründete.
Von 1994 bis 2000 lehrte Ondrej als künstlerischer Assistent für Malerei und Grafik an der Burg Giebichenstein Hochschule für Kunst und Design Halle. Von 2000 bis 2012 hatte er dort einen Lehrauftrag für Radierung im Fachgebiet Malerei und Grafik.
Das Ehepaar Ondrej hat zwei Söhne; die Familie lebt in Machern in der Nähe von Leipzig.

## Ausstellungen und Projekte
- 2016: Maria Ondrej & Vlado Ondrej – on. Farbradierungen, Ausstellung bei Thaler Originalgrafik Leipzig, 5. November – 19. November 2016[2]
- 2016: TRANSMISSION: New York ->-> Leipzig, internationales Kunstprojekt „Die Sprache Radierung - Radierung Zehn“ mit je sechs Künstlern aus Leipzig und New York vom 22. bis 30. Juli 2016 in Leipzig, Schirmherrschaft: Der US-Botschafter in Berlin, John B. Emerson. Realisation: Maria Ondrej und Vlado Ondrej, Atelier für Radierung. Eine Gruppenausstellung der LIA Leipzig International Art Programme.
- 2016: Internationales Kunstprojekt „Die Sprache Radierung“ mit je sechs Künstlern aus Leipzig und New York vom 9. bis 28. Februar 2016 in der New York Academy of Art. Schirmherrschaft: Der US-Botschafter in Berlin, John B. Emerson. Ideengeber und Kuratoren des künstlerischen Gemeinschaftsprojekts: Maria Ondrej und Vlado Ondrej, Atelier für Radierung, sowie Anna-Louise Rolland, LIA Leipzig International Arts Project.[3]
- 2015: Werkschau der Spinnerei, 1. Mai bis 30. Mai; Barcelona, Circulo del Arte, „Cliché verre reloaded - Ein Angriff auf die Zeit“, 9. April bis 30. Mai
- 2014: Chemnitz, Neue Sächsische Galerie, „100 Sächsische Grafiken“, Altenburg, Lindenau – Museum Altenburg, „Cliché verre reloaded - Ein Angriff auf die Zeit“
- 2013: Leipzig, Spinnerei-Archiv massiv; „Cliché verre reloaded - Ein Angriff auf die Zeit“, Winterthur, Schweiz, Kunst im Bauhof; „Atelier für Radierung Leipzig mit der Meisterklasse Neo Rauch 2011“
- 2010: Leipzig, Atelier für Radierung, Spinnerei mit Julius Popp, Sandro Porcu, Stella Hamberg, Clemens Meyer, Paule Hammer, Sebastian Gögel und Joachim Blank Leipzig, Hochschule für Grafik und Buchkunst, Bildermuseum, Schnittstelle Druck
- 2004: Halle, Künstlerhaus 188: „Sequenzen“ mit Maria Ondrej

## Publikationen
- Cliché verre. Katalog zur Ausstellung Cliché Verre Reloaded – ein Angriff auf die Zeit. Spinnerei-Archiv Massiv, Leipzig (21.9. – 16.11.2013); Lindenau-Museum Altenburg (18.1. – 16.3.2014); Kulturverein Winterstein, Nürnberg (Sommer 2014). Vlado & Maria Ondrej – Atelier für Radierung Leipzig. Texte: Susanne Altmann u. a., Übers.: David Burnett u. a. (Texte in Deutsch, Englisch und Spanisch), Berlin/Leipzig 2014, ISBN 978-3-944903-01-9[4][5][6]